# 18e Bureau politique du Parti communiste chinois
Le 18e Bureau politique du Parti communiste chinois est l'organe dirigeant principal du Parti communiste chinois, élu par le Comité central du Parti, lui-même élu par le 18e congrès national du Parti, en novembre 2012. Il est remplacé par le 19e Bureau politique en novembre 2017.

## Élection
En novembre 2012, les participants au congrès élisent le nouveau Comité central du Parti communiste chinois composé de 205 dignitaires. Ces derniers désignent à leur tour le bureau politique composé de 25 membres, dont deux femmes. Parmi eux, sont désignés les sept membres du comité permanent, tous des hommes. Le 15 novembre 2012, Xi Jinping, nouveau secrétaire général du Parti communiste chinois et donc futur président de la Chine, présente ses six collègues : Zhang Gaoli, Liu Yunshan, Zhang Dejiang, le futur Premier ministre Li Keqiang, Yu Zhengsheng et Wang Qishan. Lors de son allocution, Xi Jinping indique que la nouvelle équipe faisait face à d'« énormes responsabilités », précisant que le Parti communiste chinois était confronté à de « graves défis, dont la corruption »,.

## Composition du18ePolitburo
En 2013, le Politburo est composé de :
- Secrétaire général
  - Xi Jinping

- Comité permanent
  - Xi Jinping
  - Li Keqiang
  - Zhang Dejiang
  - Yu Zhengsheng
  - Liu Yunshan
  - Wang Qishan
  - Zhang Gaoli

- Autres membres
  - Ma Kai
  - Wang Huning
  - Liu Yandong, l'une des deux femmes membres
  - Liu Qibao
  - Xu Qiliang
  - Sun Chunlan, l'une des deux femmes membres
  - Sun Zhengcai
  - Li Jianguo
  - Li Yuanchao
  - Wang Yang
  - Zhang Chunxian
  - Fan Changlong
  - Meng Jianzhu
  - Zhao Leji
  - Hu Chunhua
  - Li Zhanshu
  - Guo Jinlong
  - Han Zheng